# Ас (Белгия)
Вижте пояснителната страница за други значения на Ас.
Ас (на нидерландски: As) е селище в североизточна Белгия, окръг Хаселт на провинция Лимбург. Намира се на 12 km североизточно от град Хаселт. Населението му е около 7500 души (2006).